# 米兰达语
米兰达语（米兰达语：mirandés 或 lhéngua mirandesa）是罗曼语族阿斯图里亚斯-莱昂语支的一种语言，主要在葡萄牙东北部的一些地区使用。目前母语使用人数据估计有5000人。